# Пјане (Кјети)
Пјане (итал. Piane) је насеље у Италији у округу Кјети, региону Абруцо.
Према процени из 2011. у насељу је живело 284 становника. Насеље се налази на надморској висини од 30 м.